# Nizar Nayyouf
Nizar Nayyouf (né le 29 mai 1962) est un journaliste syrien.
Rédacteur en chef du journal Sawt al-Democratiyya (La Voix de la Démocratie), publié par le Comité pour la Défense de la Liberté Démocratique en Syrie (CDF), dont il est l'un des fondateurs, et contributeur à l'hebdomadaire Al-Hurriya, il est emprisonné en 1992. Condamné à 10 ans de prison pour appartenir au CDF et diffuser de "fausses informations", confiné dans la prison militaire de Mezzeh à Damas et régulièrement torturé, sa santé devient très précaire.
En 2000, toujours incarcéré, il reçoit le Prix mondial de la liberté de la presse décerné par l'UNESCO et la Plume d'or de la liberté remise par l'AMJ pour saluer “ses services éclatants à la cause de la liberté de la presse”.
Il est libéré en mai 2001.
En février 2012, tout en restant opposé au régime syrien, il dénonce le "djihad" mené contre la Syrie par des groupes islamistes. (cf ses interventions sur le site Al haqiqa)